# Carroll Shelby
Carroll Hall Shelby (Leesburg, Texas, 11 de enero de 1923-Dallas, 10 de mayo de 2012) fue un piloto de automovilismo y diseñador de automóviles estadounidense. Fue ganador de las 24 Horas de Le Mans en 1959 con un Aston Martin y disputó ocho Grandes Premios de Fórmula 1 en las temporadas 1958 y 1959. Después de retirarse de la conducción en octubre de 1959 por razones de salud, fundó el fabricante Shelby American.

## Biografía
Nacido en Leesburg (Texas), hijo de Warren Hall Shelby (un cartero) y Eloise Lawrence Shelby. Cuando tenía 7 años, su familia se mudó a Dallas, donde realizó sus estudios de primaria. Posteriormente, se alistó en el Cuerpo Aéreo de los Estados Unidos, donde sirvió en la Segunda Guerra Mundial como instructor de vuelo y piloto de pruebas. El 18 de diciembre de 1943, Shelby se casó con Jeanne Fields y tuvo al primero de sus tres hijos. Cuando la guerra finalizó, se retiró con el grado de teniente segundo.
Luego entró en el negocio de la basura, y más tarde entró en el negocio del petróleo, en el que comenzó desde abajo. Pero sentía que había otra cosa que pudiera hacer, y entonces tomó una prueba de aptitud que le sugirió que estaba mejor adaptado para la cría de animales.
Se decidió entonces por la cría de aves, pero todas se contagiaron con la enfermedad de Newcastle y murieron, llevando rápidamente su nuevo negocio a la quiebra. En ese momento Carroll Shelby tenía dos estilos de vida, la de granjero y la de piloto.
En el Campeonato Mundial de Fórmula 1, Shelby debutó en la sexta carrera de la temporada 1958 (la novena temporada de la historia), disputando el Gran Premio de Francia el 6 de julio de 1958, en el circuito de Reims-Gueux.
Carroll Shelby participó en un total de ocho carreras puntuables para el campeonato de la Fórmula 1, disputadas en las temporadas de 1958 y 1959, consiguiendo una cuarta posición como mejor resultado. 
Fuera de la Fórmula 1, Shelby ganó las 24 Horas de Le Mans en 1959, pilotando para Aston Martin.
Son muchos los automóviles deportivos asociados en mayor o menor medida a Carroll Shelby. De su obra son conocidos en el ámbito mundial los resultantes de su trabajo para la Ford Motor Company en los años 60 que dieron como resultado la saga de los Shelby Mustang, los cuales han trascendido a lo largo de los años, así como también uno de los clásicos más populares, el Shelby Cobra.
El 10 de mayo de 2012, Carroll Shelby falleció en un hospital de Dallas (Texas), por causas no divulgadas, a la edad de 89 años.

## Carrera como constructor
Después de retirarse de la conducción en octubre de 1959 por razones de salud, se abrió una escuela de conducción de alto rendimiento, Shelby American.
Obtuvo una licencia para importar el AC Cobra (a menudo conocido en los EE. UU. como el Shelby Cobra) un éxito deportivo británico de carreras de vehículos fabricados por los motores de CA de Inglaterra, que AC había diseñado a petición de Shelby ajustando un Ford V8 a su popular de AC Ace coche deportivo en lugar de su estándar AC seis, Ford Zephyr o 2 litros de Bristol. Shelby siguió siendo influyente con los vehículos Ford fabricados, incluyendo el Daytona Coupe, GT40, el basado en el Mustang Shelby GT350 y el Shelby GT500. Después de separarse de Ford, Shelby pasó a contribuir al desarrollo de vehículos de alto rendimiento con divisiones de las otras 2 grandes empresas estadounidenses, de Dodge, y Oldsmobile.

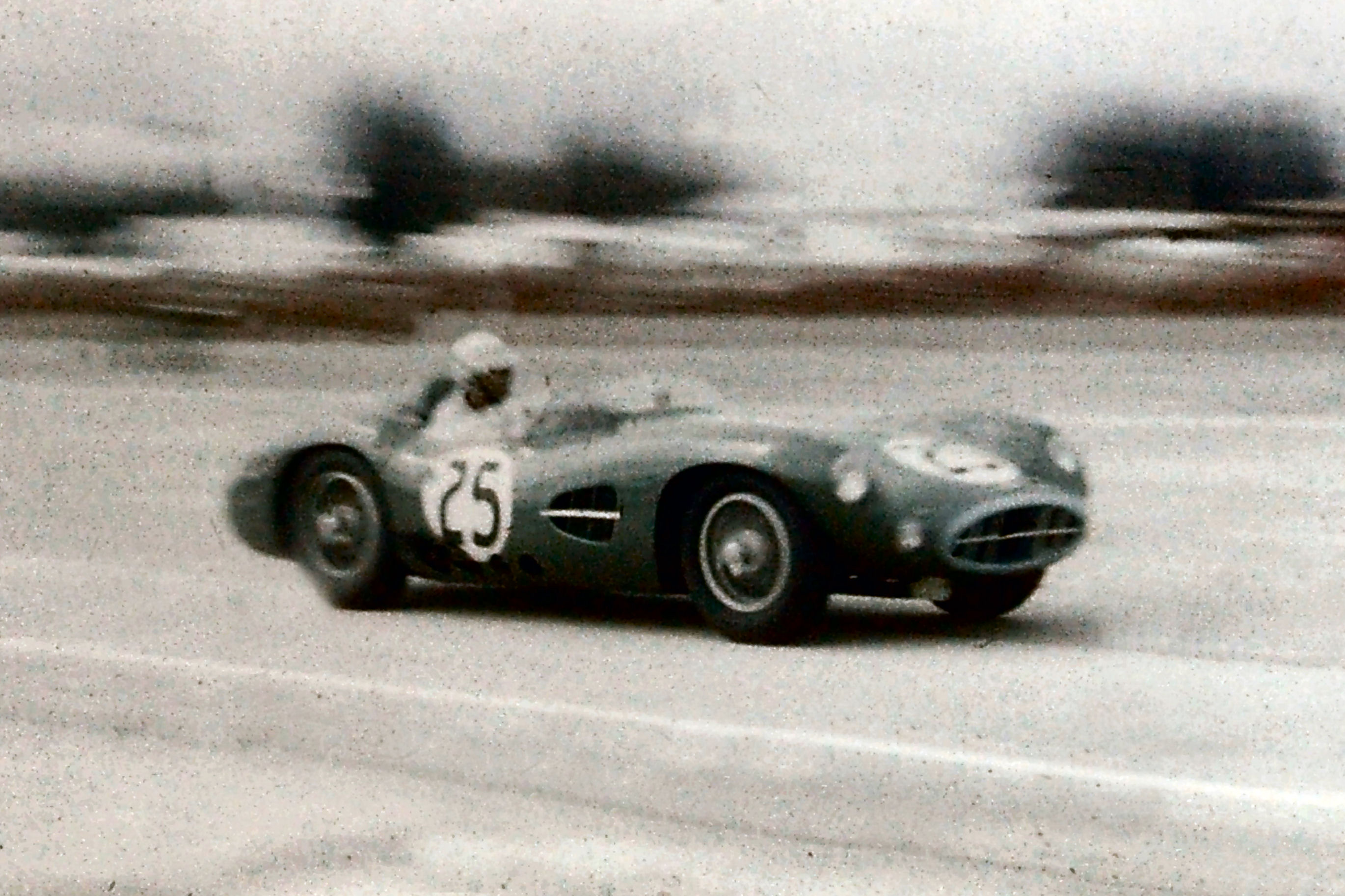
Shelby a bordo de un Aston Martin DBR1/300 durante las 12 Horas de Sebring de 1958

Ford proporcionó apoyo financiero para los cobras de AC de 1962 a 1965 y proporcionó apoyo financiero para el Ford GT, primero con Ford Vehículos Avanzados de John Wyer en 1963 y luego con Shelby American desde 1964 hasta 1967.
En los años intermedios, Shelby tenía una serie de empresas de inicio y detención relacionada con la producción de "terminación" de los Cobra - automóviles que fueron supuestamente construidos utilizando partes y marcos "sobrantes". En la década de 1960, la FIA exige a los participantes (Shelby, Ford, Ferrari, etc) producir al menos 100 automóviles para las clases de las carreras homologadas. Shelby simplemente ordenó un número insuficiente de automóviles y le dio un gran bloque de números de identificación de vehículos para crear la ilusión de que la compañía había importado un gran número de automóviles. Décadas más tarde, en la década de 1990, Carroll alegó que había encontrado los marcos "sobrantes" y comenzó a vender los vehículos. Después se descubrió que los automóviles fueron construidos desde cero en colaboración con McCluskey, Ltd., que se redenominan "continuación" de los Cobra. Los vehículos todavía se construyen hoy en día, conocido como la serie CSX4000 actual de Cobra.
Fue incluido en el Salón Internacional de la Fama del Deporte de Motor en 1991, y el Salón de la Fama de Deporte de Motor de América en 1992, Fue incluido en el Salón de la Fama del SCCA el 2 de marzo de 2013.
En 2003, Ford Motor Co. y Carroll Shelby repararon lazos y se convirtió en asesor técnico del proyecto Ford GT. En ese mismo año, formó Carroll Shelby International, con sede en Nevada.

## Resultados

### 24 Horas de Le Mans
| Año     | Equipo               | Copilotos     | Automóvil             | Clase | Vueltas | Pos. | Pos. Clase |
| ------- | -------------------- | ------------- | --------------------- | ----- | ------- | ---- | ---------- |
| 1954    | Aston Martin Lagonda | Paul Frère    | Aston Martin DB3S     | S 3.0 | 74      | DNF  | DNF        |
| 1959    | Aston Martin         | Roy Salvadori | Aston Martin DBR1/300 | S 3.0 | 323     | 1.º  | 1.º        |
| Fuente: |                      |               |                       |       |         |      |            |

### Fórmula 1
(Clave) (negrita indica pole position) (cursiva indica vuelta rápida)

| Año  | Escudería               | 1   | 2   | 3       | 4   | 5       | 6       | 7     | 8      | 9     | 10     | 11  | Pos. | Puntos |
| ---- | ----------------------- | --- | --- | ------- | --- | ------- | ------- | ----- | ------ | ----- | ------ | --- | ---- | ------ |
| 1958 | Scuderia Centro Sud     | ARG | MON | NED     | 500 | BEL     | FRA Ret | GBR 9 | GER    |       | ITA 4‡ | MAR | NC   | 0      |
| 1958 | Temple Buell            |     |     |         |     |         |         |       |        | POR 9 |        |     | NC   | 0      |
| 1959 | David Brown Corporation | MON | 500 | NED Ret | FRA | GBR Ret | GER     | POR 8 | ITA 10 | USA   |        |     | NC   | 0      |

## En la cultura popular
En la película de 2019 del director James Mangold, Ford v Ferrari, Caroll Shelby aparece siendo interpretado por Matt Damon.
En España la película se tituló "Le Mans 66"